# Schewtschenkowe (Polohy)
Schewtschenkowe (ukrainisch Шевченкове; russisch Шевченково Schewtschenkowo) ist ein Dorf in der ukrainischen Oblast Saporischschja mit etwa 700 Einwohnern (2001).
Das 1790 als Petro-Pawliwka (Петро-Павлівка) gegründete Dorf erhielt 1922 seinen heutigen Namen liegt auf einer Höhe von 151 m eineinhalb Kilometer vom linken Ufer der Mala Tokmatschka (Мала Токмачка) entfernt, einem 42 Kilometer langen, linken Nebenfluss der Kinska, sowie 6 km südlich vom Gemeindezentrum Tarassiwka, 21 km südwestlich vom Rajonzentrum Polohy und 104 Kilometer südöstlich vom Oblastzentrum Saporischschja.
Am 12. Juni 2020 wurde das Dorf ein Teil der neugegründeten Stadtgemeinde Polohy, bis dahin war es ein Teil der Landratsgemeinde Tarassiwka im Westen des Rajons Polohy.